# Dicranosepsis barbata
Dicranosepsis barbata är en tvåvingeart som beskrevs av Iwasa 2008. Dicranosepsis barbata ingår i släktet Dicranosepsis och familjen svängflugor.
Artens utbredningsområde är Vietnam. Inga underarter finns listade i Catalogue of Life.